# MPEG-1 오디오 레이어 II
MPEG-1 오디오 레이어 II(MP2)는 ISO/IEC 11172-3에 의해 규정된 손실 오디오 코덱이다. MP3가 PC와 인터넷 소프트웨어에서 보다 많이 알려졌지만, MP2는 오디오 방송에서 주요한 표준으로 남아있다. 실제로 테이프리스 시스템을 운용하는 많은 라디오 방송국에서 이 포맷을 사용한다. MP2는 디지털 오디오(라디오)방송(DAB)의 기본 코덱이다.

## 같이 보기
- MPEG-1
- MPEG-2
- Musepack